# Какинте
Какинте («Cachomashiri», Caquinte, Caquinte Campa, Poyenisati) — аравакский язык, на котором говорят на реках Маяпо, Пича и Пойени; река Верхняя Пойени впадает в реки Агуэни, Тамбо и Йори, из которых образуется река Мипая, впадающая в реку Урубамба; несколько проживают на реках Витирикая и Сенса (притоки Урубамба) в Перу. Какинте более похож на кампа.